# Gouvelândia
| \| Gouvelândia \|                       |
| Lage der Ortschaft Gouvelândia in Goiás |
| Gouvelândia                             |

| Gouvelândia |

Gouvelândia, amtlich portugiesisch Município de Gouvelândia, ist eine brasilianische politische Gemeinde im Bundesstaat Goiás. Sie liegt südwestlich der brasilianischen Hauptstadt Brasília und von Goiânia, der Hauptstadt des Bundesstaates. Gouvelândia liegt im extremen Südwesten von Goiás auf einer Hochebene mit 395 m mit einer flachen Topografie. Zum 1. Juli 2017 wurde die Bevölkerung auf 5656 Einwohner geschätzt.
Zur Gemeinde gehört auch die Ortschaft Setenópolis. Geostatistisch gehörte sie von 1989 bis 2017 zur Mesoregion Süd-Goiás und der Mikroregion Quirinópolis.
Der Munizip entstand durch Gesetz vom 1. Juni 1989 durch Ausgliederung aus Quirinópolis.

## Lage
Gouvelândia grenzt
- im Nordosten an die Gemeinde Bom Jesus de Goiás
- im Osten an Inaciolândia
- im Südosten über den Stausee São Simão an Ipiaçu (MG)
- im Süden über den Stausee São Simão an Santa Vitória (MG)
- von Südwest bis Norden an Quirinópolis

Entwässert wird Gouvelândia durch die Grenzflüsse:
- Rio dos Bois im Osten
- Rio São Francisco im Südwesten

resp. durch die von ihnen gebildeten Seitenarme des Stausees São Simão. Das Gemeindegebiet ist gezeichnet durch viele Feuchtgebiete mit kleinen Seen.